# Папа Целестин II
Папа Целестин II (лат. Caelestinus II; умро у Риму, 15. марта 1144) је био 165. папа од 2. октобра 1143. до 8. марта 1144.